# الرعد الاستوائي (فلم)
الرعد الاستوائي أو الصاعقة الاستوائية (بالإنجليزية: Tropic Thunder) فيلم كوميدي من إنتاج العام 2008 من بطولة بن ستيلر وجاك بلاك وروبرت داوني جونير.

## القصة
مجموعة من الممثلين الفاشلين يتجهون لتصوير فيلمهم في الأدغال الاستوائية عن حرب فيتنام.عندما يصلون ينفجر لغم أرضي بالمخرج، وتصل عصابة مخدرات لموقع الانفجار وتبدأ بإطلاق النار عليهم.تظن المجموعة أن هذا التفجير وإطلاق النار هو جزء من الفيلم لذلك يردوا على إطلاق النار بطلقاتهم الخلبية، تنفصل المجموعة عن بعضها ويتم أسر بن ستيلر، ثم تحاول المجموعة إنقاذه من عصابة المخدرات.
هذا الفلم ملهم و هو نبعة القصص الحقيقية 

## وصلات خارجية
- Tropic Thunder official site
- Rain of Madness official site
- مقالات تستعمل روابط فنية بلا صلة مع ويكي بيانات